# Distretto di Prachaksinlapakhom
Il distretto di Prachaksinlapakhom (in thailandese: ประจักษ์ศิลปาคม) è un distretto (amphoe) della Thailandia, situato nella provincia di Udon Thani.